# 陈再道
陈再道（1909年1月24日—1993年4月6日），本姓程，湖北省麻城市人，中国共产黨、中华人民共和国政治人物，原副国级领导人，中国人民解放军开国上将。
陈再道早年参加黄麻起义，并参与历次鄂豫皖苏区反围剿战役以及长征，担任中国工农红军第四军军长。抗日战争期间，担任八路军129师386旅副旅长、冀南军区司令，率部参加百团大战。第二次国共内战期间，任晋冀鲁豫野战军2纵司令员，参与上党战役、邯郸战役、陇海路战役、宛西战役、宛东战役、淮海战役等。中华人民共和国成立后，担任中国人民解放军武装力量监察部副部长兼武汉军区司令员等职，授上将军衔。文化大革命期间，因七·二○事件被批斗。后复出担任中国人民解放军铁道兵司令员。他还担任第五届全国人大常委会委员，第六届全国政协副主席，并任中共中央顾问委员会委员。1993年在北京去世。

## 生平

### 早年经历
1926年冬起，先后参加农民协会和农民自卫军。在加入农民义勇军时，错将姓氏程写为陈，从此改名陈再道。1927年，陈再道参加秋收暴动、黄麻起义。1928年，加入中国共产党，同年夏起任中国工农红军第11军排长、连长、红四军11师32团3营营长，参加鄂豫皖苏区反围剿战争。
1932年，红四方面军撤出鄂豫皖苏区，向川陕地区转移时，陈再道因在陕南彷徨镇附近解方面军总部之围有战功，升任红11师第31团团长、11师师长，并参与此后的川陕苏区反三路围攻、反六路围攻战役等。随后他担任红四军副军长、军长，参加长征和山城堡战役等。

### 抗日战争时期
抗日战争期间，陈再道任八路军129师386旅副旅长、独立旅旅长，参与指挥七亘村战斗、黄崖底战斗和长生口战斗等。1938年1月，任八路军东进纵队司令员，进入河北，发展冀南抗日根据地。1940年初，陈再道率冀南军区部队与冀中、冀鲁豫部队一起，围攻国军石友三部，随后担任冀南军区司令员。同年，陈再道、宋任穷率冀南部队十个团部队兵力参加百团大战。1943年，他进入延安中共中央党校学习。

### 解放战争时期
抗日战争后，他担任晋冀鲁豫野战军第2纵队司令员，兼冀南军区司令员，率部参加上党战役、邯郸战役、陇海路战役等。1946年9月，陈再道率晋冀鲁豫野战军二纵参加巨野战役，并在龙堌集成功阻击国民革命军第五军。1947年7月，陈再道在鲁西南战役中，奉命统一指挥七个旅兵力，击溃国民党军整编第66师，并牵制国军七个整编师的驰援。此役后，他调动大军进入大别山，并加入宛西战役、宛东战役。1948年5月，陈再道任中原野战军第二纵队司令员。在淮海战役中，陈再道率二纵参加堵截合围黄维兵团、阻击李延年兵团。陈毅盛赞他为“再道之勇”。1949年3月，他担任河南军区司令员，指挥十余万部队在境内清剿伏牛山、桐柏山等地土匪。

### 中华人民共和国成立后
中华人民共和国成立后，1954年3月任中南军区副司令员兼河南军区司令员，10月出任人民解放军武装力量监察部副部长。1955年3月兼武汉军区司令员。1955年，授上将军衔；获一级八一勋章、一级独立自由勋章和一级解放勋章。
1967年7月，毛泽东在武汉时，遭到“百万雄师”群众组织围攻谢富治、王力等人；周恩来易容紧急搭救，毛泽东匆忙之下登上飞机飞往上海。随后，陈再道和武汉军区政委钟汉华被指支持“百万雄师”而倒台，该事件也是文革斗争矛头指向军队的标志。之后，陈再道被批斗遭受迫害。1972年6月，任福州军区副司令员。1975年8月任中央军委顾问。文革后，1977年9月担任中国人民解放军铁道兵司令员、中共中央军委委员。他还担任第五届全国人大常委会委员、第六届全国政协副主席。1982年被选为中共中央顾问委员会委员。1993年4月6日在北京病逝。

## 著作
陈再道回忆录（上下）解放军出版社1991年

## 家庭
妻子张双群，1938年11月在河北新河县结婚，子女五个。
- 儿子陈东平：1962年年底因给台湾的特务机关写信被开除学籍、团籍、军籍，实行劳教处分。1980年左右调入河南省外贸公司，1983年“严打”时被捕，1984年4月在洛阳公审，判处死刑立即执行[16]。
- 儿子陈南平
- 女儿陈江平
- 儿子陈少平
- 女儿陈冰兵